# 凯尔采公墓大屠杀

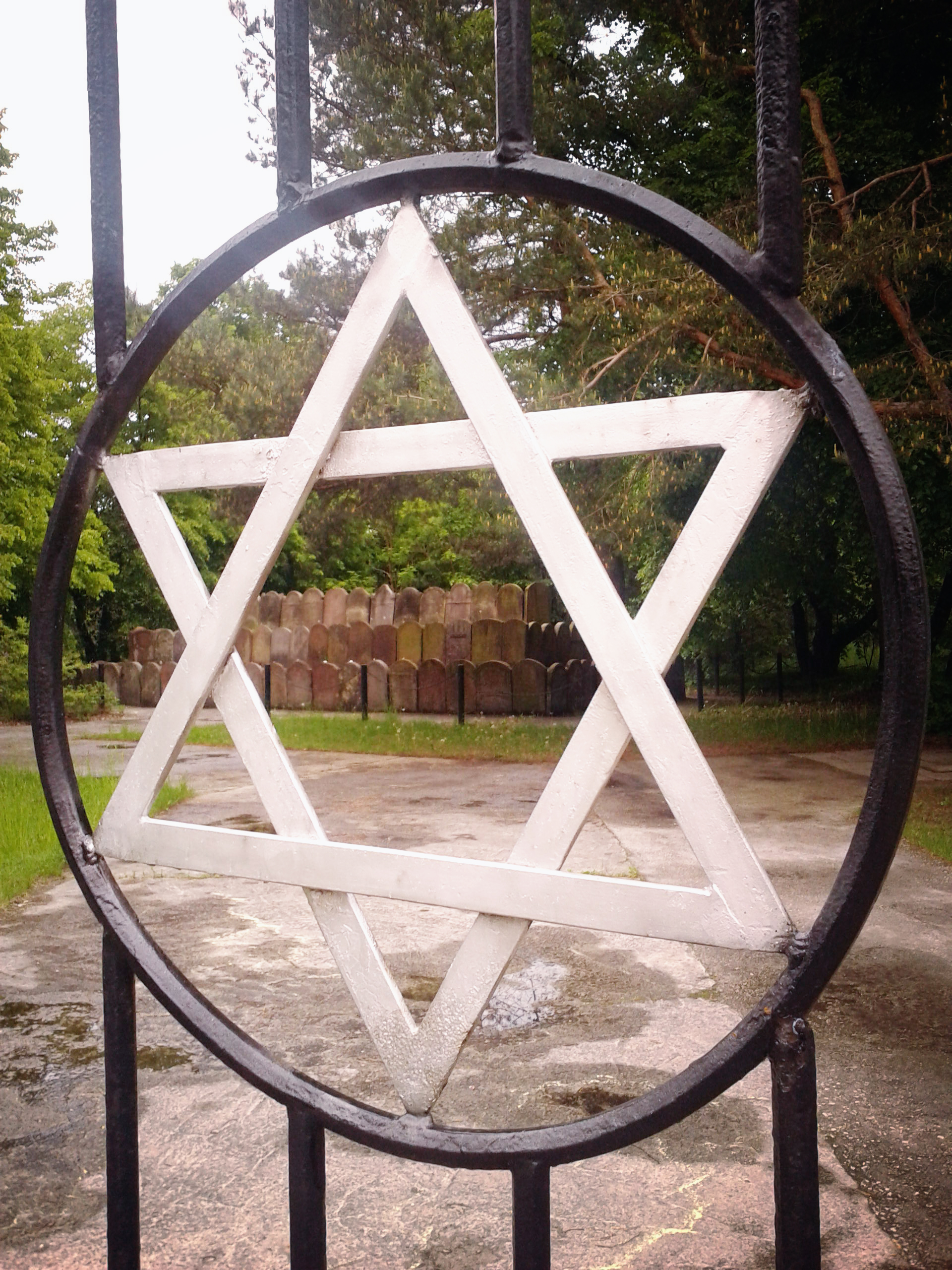
波兰凯尔采的帕科什公墓入口大门

凯尔采公墓大屠杀是发生在德占波兰凯尔采的一起纳粹警察屠杀儿童事件。1943年5月23日，纳粹警察在凯尔采的各劳动营围捕了45名犹太儿童。这些儿童的年龄从15个月到15岁不等，他们在凯尔采隔都清场过程中幸存下来，后来留在劳动营中的父母身边。被围捕45名儿童被带到帕科什公墓，随后由秩序警察全数杀害。
在1942年8月20日开始的隔都清场行动中，约有20,000～21,000名犹太人被大屠殺列車送往特雷布林卡灭绝营。至1942年8月24日，凯尔采隔都内只剩下雅思娜-斯托拉斯卡街劳动营的2,000名技术工人，其中还包括犹太人委员会和猶太區警察的成员。1943年5月，凯尔采各劳动营的犹太囚犯大多被送往斯塔拉霍維采、斯卡日斯科-卡緬納、皮翁基和布里真的强迫劳动营，而纳粹围捕的45名犹太儿童此前仍留在已被清空的凯尔采劳动营。